# Universidade Saint Paul
A Universidade Saint Paul (em inglês:  Saint Paul University, em francês:  Université Saint-Paul) é uma Universidade Pontifícia Católica bilíngue federada com a Universidade de Ottawa desde 1965. Ela está localizada na Main Street na capital do Canadá, Ottawa, Ontário. Totalmente bilíngue, oferece ensino nas duas línguas oficiais do país: inglês e francês. A universidade foi confiada por mais de um século e meio à Congregação dos Missionários Oblatos de Maria Imaculada. Em agosto de 1866, a universidade recebeu um alvará civil que foi aprovado pelo governo que foi então chamado de Província do Canadá. Posteriormente, recebeu uma declaração pontifícia promulgada pelo Papa Leão XIII em 5 de fevereiro de 1889.